# Eric Shanteau
Eric Shanteau (Snellville, 1 de outubro de 1983) é um nadador norte-americano. Treina em Austin, Texas.

## Carreira
No Mundial Universitário de 2003, Shanteau ganhou a medalha de prata nos 400 metros medley. Na Universíada de 2005, ganhou o ouro nos 200 m e 400 m medley, fazendo dele o primeiro americano a vencer os dois eventos.
Nas seletivas americanas de 2004, ficou em terceiro tanto nos 200m quanto nos 400m medley, perdendo as vagas por pouco, já que somente dois nadadores por país poderiam ir às Olimpíadas. Shanteau também ficou em 11º nos 200 metros peito.
Em 3 de julho de 2008, ficou em segundo nos 200 m peito na seletiva americana 2008, garantindo um lugar na equipe para competir nos Jogos Olímpicos de Pequim em 2008. Na semana anterior, foi informado de que ele tinha câncer no testículo, mas optou por competir. Ele competiu nos 200 m peito, onde, apesar de ausente da final por 0,13 segundo, ele bateu seu melhor tempo pessoal. Após voltar para os Estados Unidos, sofreu cirurgia em 27 de agosto de 2008, para remover o testículo canceroso. Shanteau é declarado hoje como livre de câncer.
Na seletiva americana de 2009 em Indianápolis, Indiana; Shanteau ficou em segundo lugar atrás de Mark Gangloff nos 100 m peito com um tempo de 59s45. No 200 m medley, ficou atrás apenas de Ryan Lochte com 1m56s00. Shanteau ganhou os 200m peito em 2m08s01, quebrando seu próprio recorde americano. Com isso, ele se qualificou para o Mundial de Roma em 2009 em três eventos.